# Samsung Ativ Odyssey
Samsung ATIV Odyssey byl telefon střední třídy vyráběný společností Samsung Electronics. Stejně jako všechna zařízení pod značkou ATIV využíval Odyssey operační systém Windows (konkrétně Windows Phone 8). Byl nabízen prostřednictvím společností Verizon Wireless a US Cellular.
Samsung ATIV Odyssey byl poprvé představen v lednu 2013. Má čtyřpalcový Super AMOLED displej a zadní kameru s rozlišením 5MP, autofokusem a funkcí geotagging.
Zařízení sklidilo smíšené reakce. Brian Benett z CNET ho popsal jako „levný Windows Phone 8, ale nic víc“. Některé recenze zase tvrdily, že jde o levný telefon, který se dá srovnat s vlajkovou lodí.[ujasnit]